# André Le Nôtre
André Le Nôtre (12. března 1613, Paříž – 15. září 1700, tamtéž) byl francouzský zahradní architekt působící u krále Ludvíka XIV. od roku 1661 až do své smrti.

## Biografie
Narodil se jako syn Jeana Le Nôtreho, dvorního architekta Ludvíka XIII. Vyučil se matematice, malířství a architektuře, kterou nějaký čas studoval i u jiných slavných kolegů jako byl Charles Le Brun nebo François Mansart.
Koncem padesátých let 17. století pracoval jako hlavní zahradní architekt na zámku francouzského ministra financí Nicolas Fouqueta Vaux-le-Vicomte. Když byl Fouquet v září roku 1661 velitelem královské stráže D'Artagnanem zatčen, přešel Le Nôtre spolu s několika dalšími umělci na do služeb krále Ludvíka XIV., kde získal pověření nakreslit plány na visuté zahrady ve Versaillském zámku. Ve Versailles poté projektoval i další zahrady. Později naplánoval rekonstrukce či založení několika královských parků ve francouzských městech Fontainebleau, Racconigru, Saint-Cloudu nebo Saint-Germain-en-Laye a stal se předním francouzským architektem své doby. Jeho francouzské zahrady jsou podřízeny dokonalému geometrickému řádu, obecně se této geometrické podobě říká francouzský park.

## Zajímavost
Jeho socha je jednou ze 146 soch umístěných na fasádě budovy Hôtel de ville de Paris.